# گونار آندرشن
گونار آندرشن (نروژی: Gunnar Andersen; ۱۸ مارس ۱۸۹۰ – ۲۵ آوریل ۱۹۶۸) بازیکن فوتبال و اسکی‌باز پرش اهل نروژ بود.
از باشگاه‌هایی که در آن بازی کرده‌است می‌توان به باشگاه فوتبال لین اشاره کرد.